# Wettin (stad)
Wettin is een plaats en voormalige gemeente in de Duitse deelstaat Saksen-Anhalt en maakt deel uit van de gemeente Wettin-Löbejün in de Landkreis Saalekreis. Wettin telt 2.398 inwoners.
De voormalige gemeente bestond naast de stadskern Wettin uit de volgende Ortsteile:
- Dobis, sinds 1-7-2008
- Dößel, sinds 1-7-2008
- Mücheln
- Zaschwitz, sinds 1950

In Mücheln, niet te verwarren met de iets zuidelijker gelegen stad Mücheln in het Geiseldal, staat de gotische Onze-Lieve-Vrouwekapel der Tempeliers uit de tweede helft van de 13e eeuw.

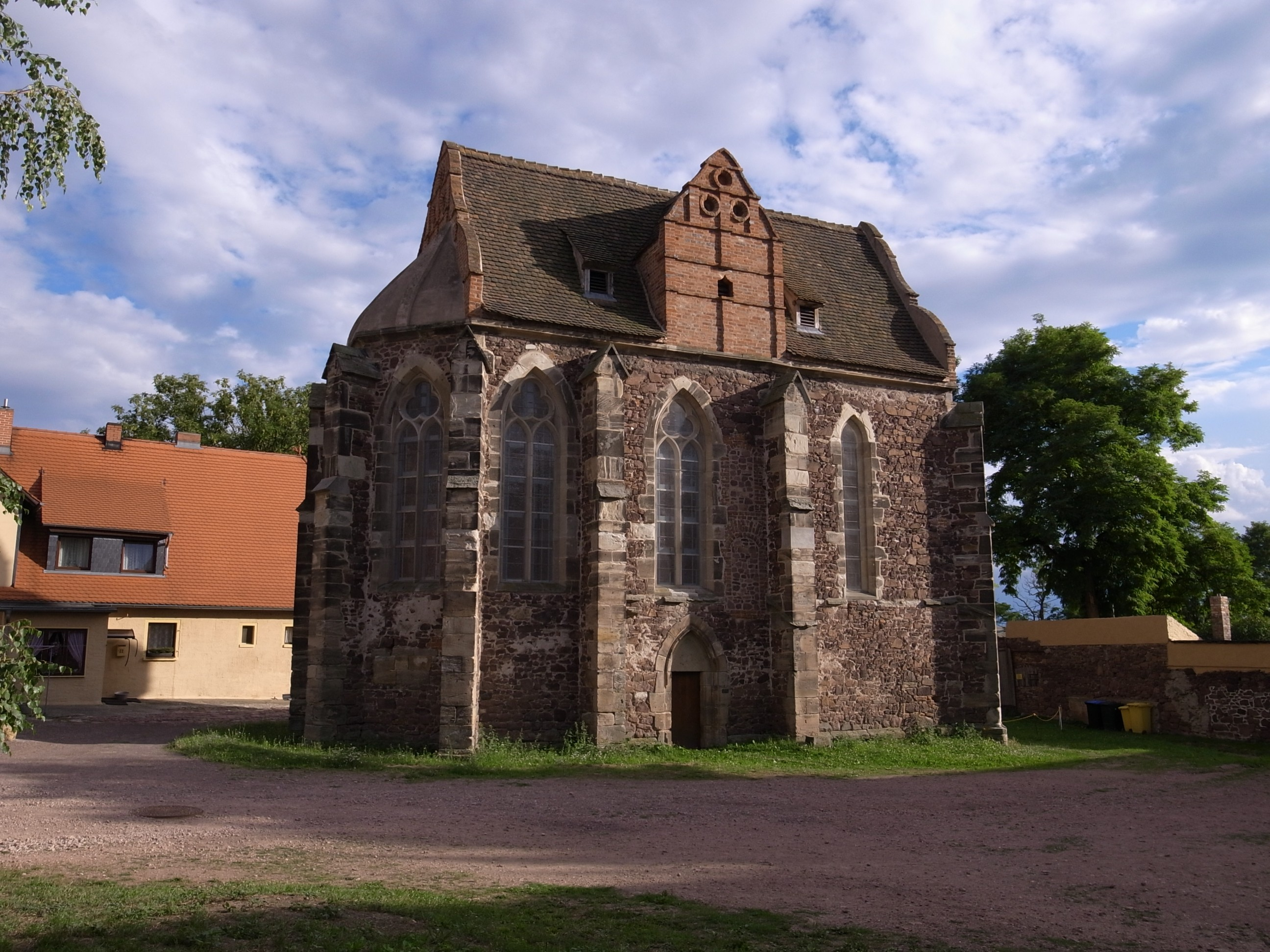
tempelierskapel in Mücheln
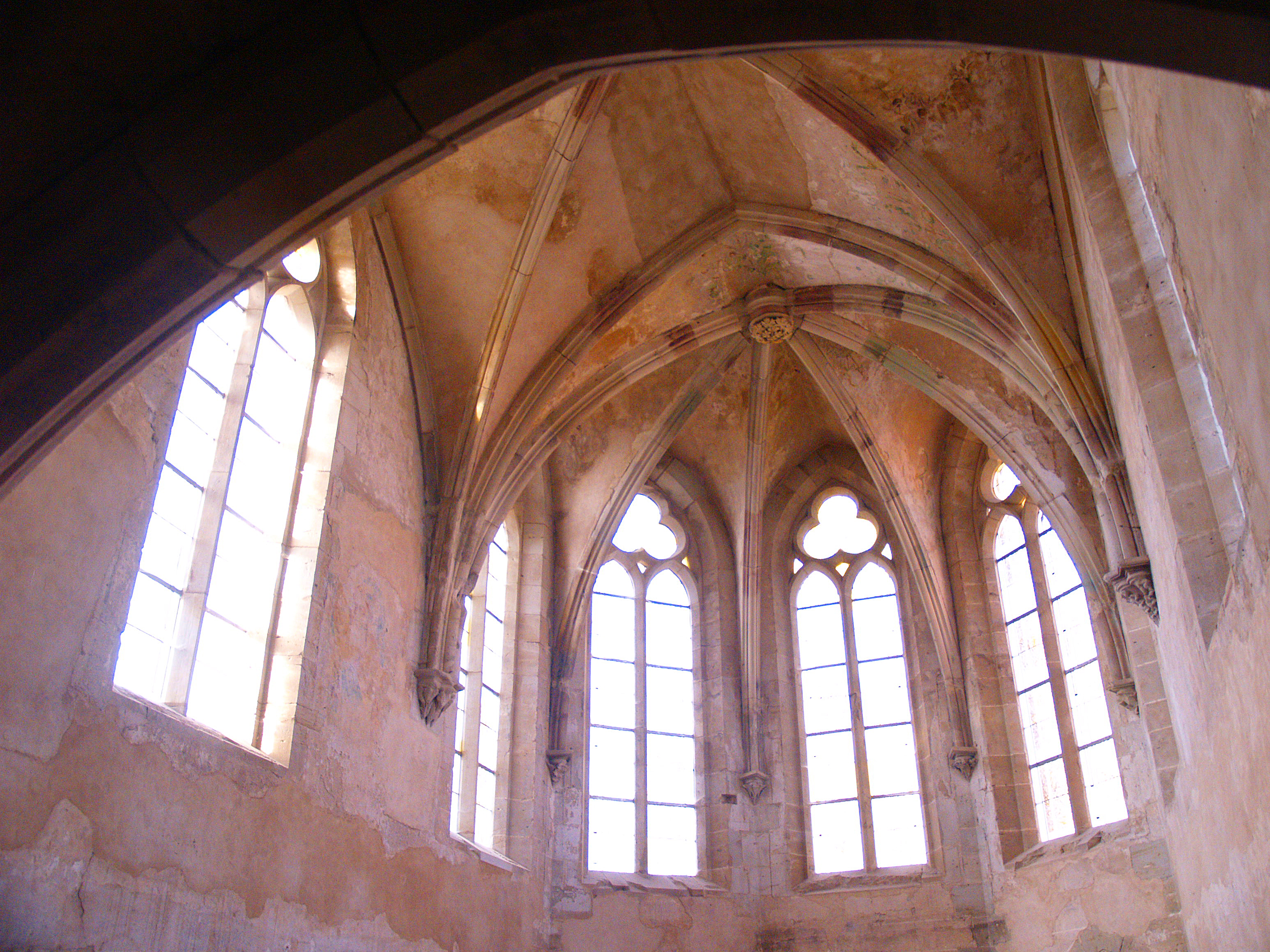
voorzijde van het schip van de tempelierskapel
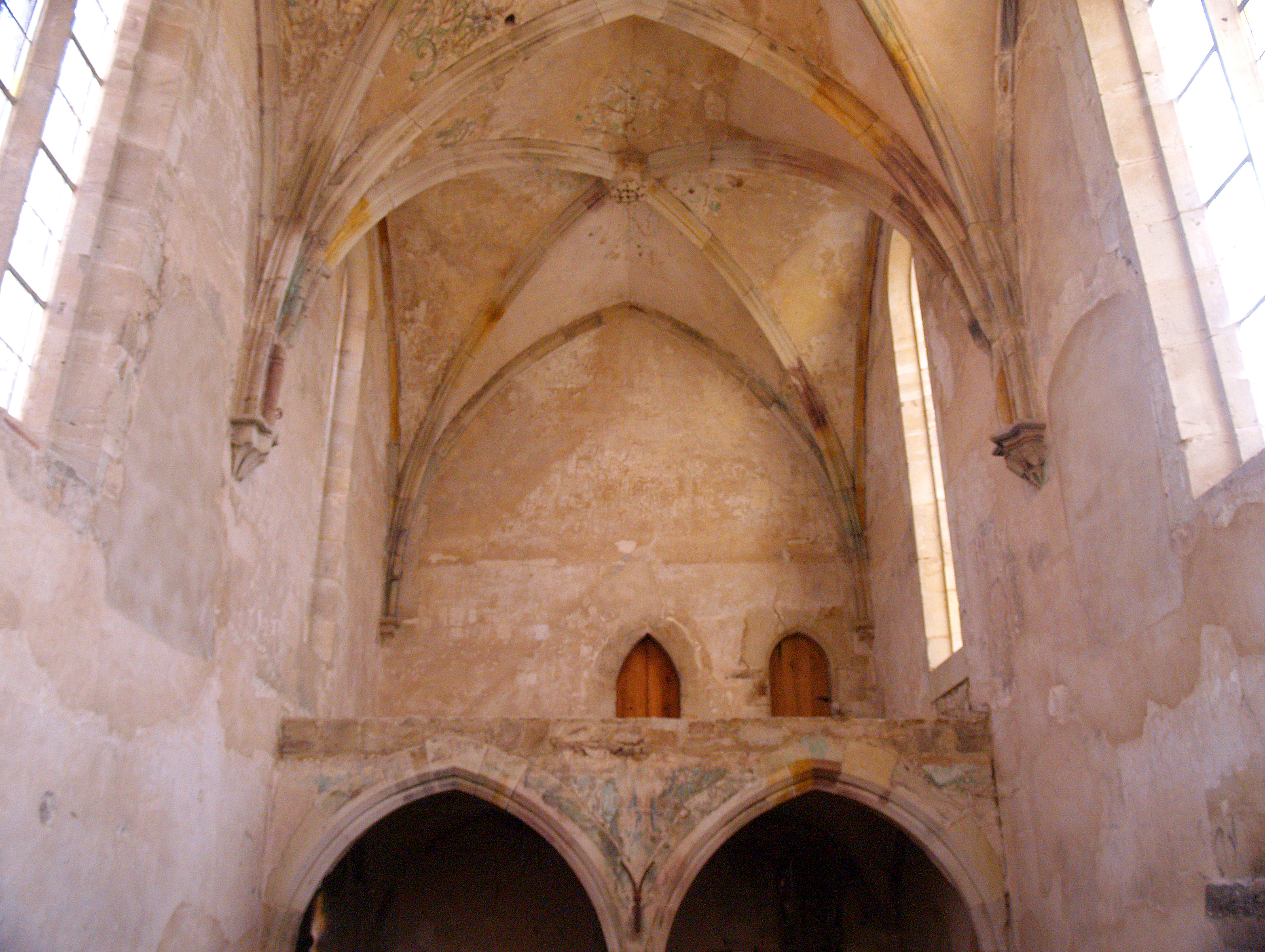
achterzijde van het schip van de tempelierskapel
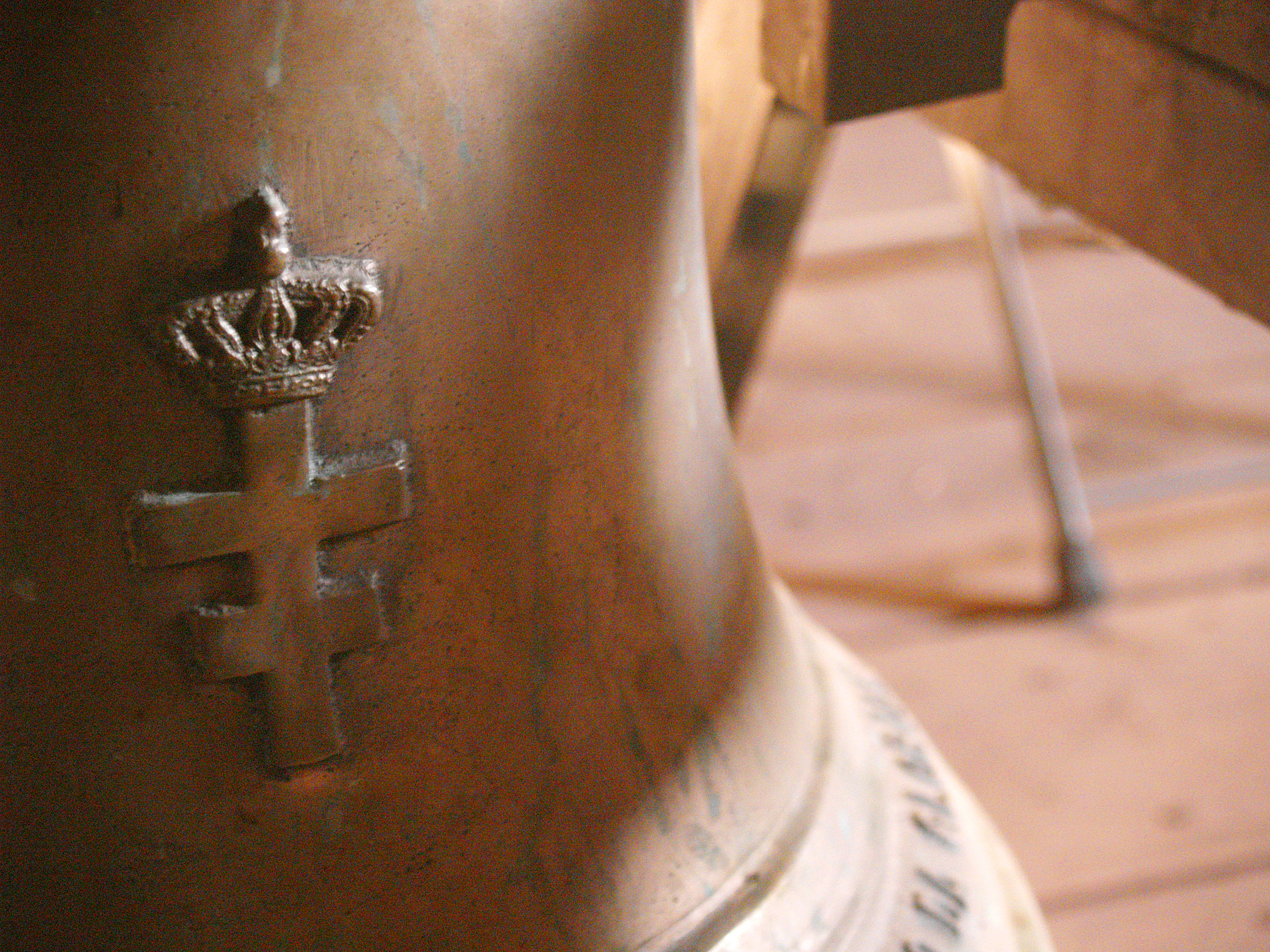
klok met gekroond dubbelkruis (tempelierskapel)
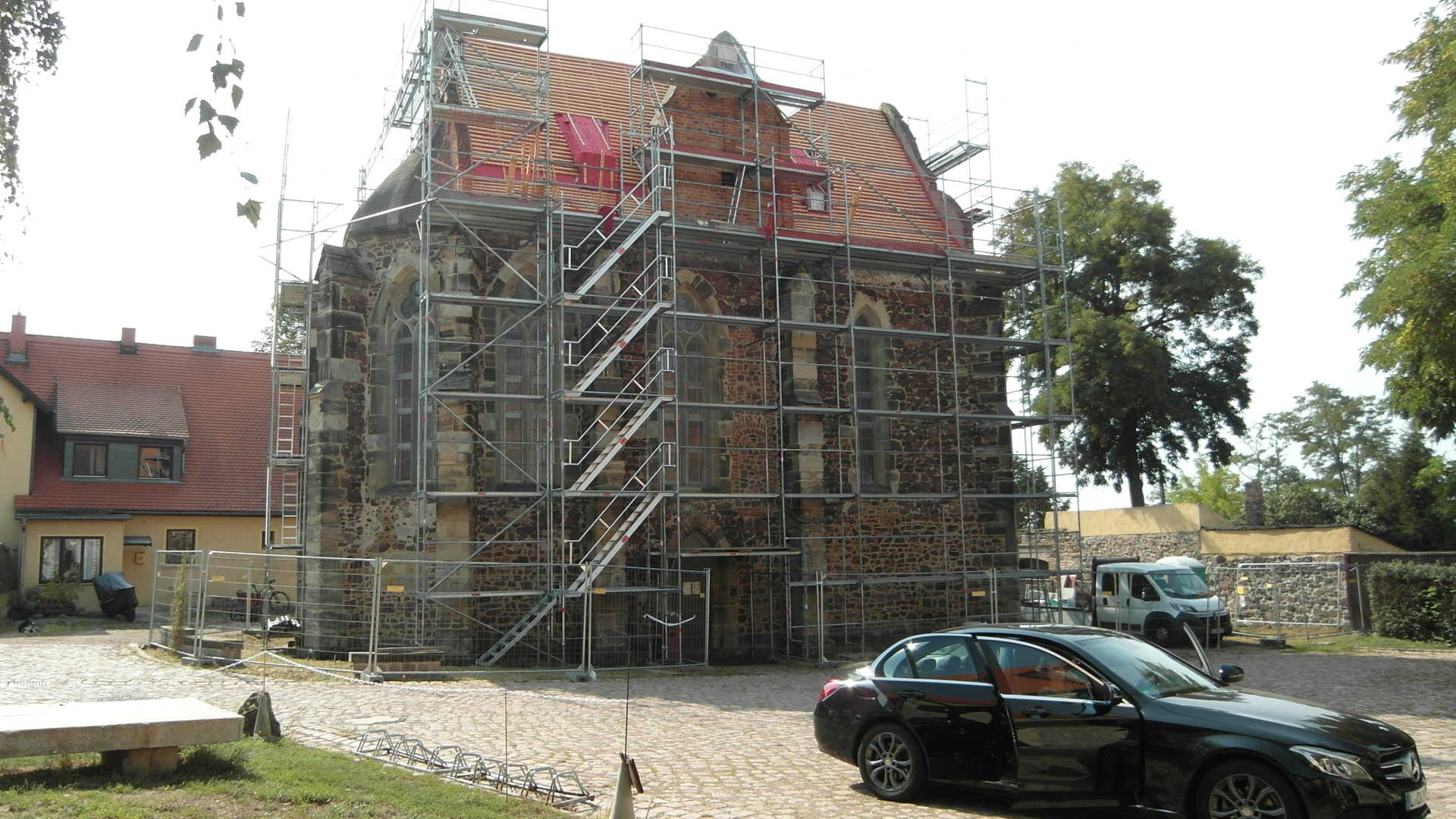
tempelierskapel tijdens de vernieuwing van het dak in de zomer van 2019